# Psammosphaerica psammosphaerita
Psammosphaerica psammosphaerita is een tweekleppigensoort uit de familie van de Psammobiidae. De wetenschappelijke naam van de soort is voor het eerst geldig gepubliceerd in 1894 door Jousseaume.